# Remixed & Revisited
Remixed & Revisited ist eine Remix-EP von Madonna. Aufgrund der geringen Titelanzahl wurde die EP in einigen Ländern in den Albumcharts – in anderen in den Singlecharts gelistet.

## Entstehung
Nachdem sich das 2003er Album „American Life“ als weniger erfolgreich als andere Madonna-Alben herausstellte, wurde ein Remix-Album nachgeschoben, das die eher puristischen Electro-/Folkpop-Titel als rockigere Dance-Remixe präsentierte. Das Album enthält vier remixte Titel des letzten Albums, dazu eine Liveaufnahme und mit „Your Honesty“ einen unveröffentlichten Song aus der Aufnahmesession zu „Bedtime Stories“ (1994). Der Titel „Into The Hollywood Groove“ (ein Mashup aus „Into the Groove“ und „Hollywood“) entstammt ursprünglich einem GAP-Werbeclip, den Madonna im selben Jahr mit Missy Elliott gedreht hatte.
Trotz der Aufsehen erregenden Promotion bei den MTV-Music-Awards 2003, bei der sie Britney Spears und Christina Aguilera vor einem Millionenpublikum küsste (davon entstammt die enthaltene Liveaufnahme „Like A Virgin/Hollywood Medley“) hinterließ „Remixed & Revisited“ keinen bleibenden Eindruck bei Fans oder Kritik. Insgesamt verkaufte „Remixed & Revisited“ nur 500.000 Exemplare weltweit. Auch die zeitgleich veröffentlichten Singles „Nothing Fails“ und „Love Profusion“ konnten den Verkauf nicht fördern: Sie erreichten nur mäßige Chartpositionen. Allenfalls das im selben Jahr produzierte Duett von Madonna und Britney Spears „Me Against The Music“ wurde zu einem Charterfolg.
Madonna bestätigte 2005, dass sie an den Remixen ihrer letzten Singles mehr Gefallen gefunden hatte als an der ursprünglichen Albumproduktion. Ein Hinweis auf das nächste Album „Confessions on a Dance Floor“, das komplett im Stil der letzten Remixe – und professionellen DJs – produziert werden sollte.

## Titelliste
1. Nothing Fails (Nevins Mix)
2. Love Profusion (Headcleanr Rock Mix)
3. Nobody Knows Me (Mount Sims Old School Mix)
4. American Life (Headcleanr Rock Mix)
5. Like A Virgin/Hollywood Medley (feat. Christina Aguilera, Missy Elliott und Britney Spears)
6. Into The Hollywood Groove (The Passengerz Mix feat. Missy Elliott)
7. Your Honesty (feat. Austin)

## Chartplatzierungen
| ChartsChartplatzierungen       | Höchstplatzierung | Wochen |
| ------------------------------ | ----------------- | ------ |
| Schweiz (IFPI)                 | 80 (1 Wo.)        | 1      |
| Vereinigte Staaten (Billboard) | 115 (1 Wo.)       | 1      |